# Hedwig Müller
Hedwig Müller  (* 1953 in Bitburg) ist eine deutsche Tanzhistorikerin und Theaterwissenschaftlerin.

## Leben und Wirken
Hedwig Müller schloss ihr Studium der Theater-, Film- und Fernsehwissenschaft, Anglistik und Pädagogik 1978 an der Universität zu Köln u. a. bei Günther Erken mit dem akademischen Grad eines Magisters ab. 1974/75 studierte sie für ein Semester als DAAD-Stipendiatin an der University of Bristol in England. Sie wurde 1986 bei Renate Möhrmann mit einer Arbeit über Die Begründung des Ausdruckstanzes durch Mary Wigman promoviert. Seit 1979 arbeitete Hedwig Müller an der Universität zu Köln, von 1979 bis 1981 als wissenschaftliche Mitarbeiterin im Forschungsprojekt Theater der Jahrhundertwende der Deutschen Forschungsgemeinschaft, ab 1993 als Akademische Rätin und stellvertretende Direktorin der Theaterwissenschaftlichen Sammlung (TWS) und von 2003 bis 2018 in der Position einer Akademischen Oberrätin. Sie leitete u. a. die Fotografische Sammlung der TWS und war zuständig für Archive, Bibliothek und Verwaltung der Sammlung. Müller forscht und publiziert vorrangig zur deutschen Tanzgeschichte im 20. Jahrhundert, insbesondere zu Mary Wigman, zum Ausdruckstanz und zum Tanztheater.
Hedwig Müller war Mitbegründerin der Zeitschriften Ballett International und Tanzdrama und der Mary Wigman Gesellschaft (heute: Mary Wigman-Stiftung). Sie ist Biografin von Mary Wigman und war u. a. wissenschaftliche Mitarbeiterin an der Rekonstruktion von Wigmans „Totentanz I“ (1917) und „Totentanz II“ (1926) durch die Dance Company des Theaters Osnabrück.

## Veröffentlichungen
als Autorin (Monographien)
- mit Torsten Schmidt: Lebenszeichen: Therese Rothauser 1865, Budapest – 1943, Theresienstadt, Hg. Institut für Theater-, Film- und Fernsehwissenschaft. Theaterwissenschaftliche Sammlung der Universität, Köln 2006, ISBN 978-3-931691-46-2.
- mit Ralf Stabel und Patricia Stöckemann: Krokodil im Schwanensee: Tanz in Deutschland Seit 1945, Hg. Jan Käseberg und Akademie der Künste Berlin, Anabas-Verlag, Frankfurt am Main 2003, ISBN 3-87038-353-4.
- mit Patricia Stöckemann: „... Jeder Mensch ist ein Tänzer“. Ausdruckstanz in Deutschland zwischen 1900 und 1945, Anabas-Verl, Gießen 1993, ISBN 3-87038-250-3.
- mit Frank-Manuel Peter und Garnet Schuldt: Dore Hoyer. Tänzerin. Hrsg. vom Deutschen Tanzarchiv Köln.  Ed. Hentrich Verlag, Berlin 1992, ISBN 3-89468-012-1.
- Mary Wigman. Leben und Werk der großen Tänzerin. Hrsg. von der Akademie der Künste (Berlin). Quadriga, Weinheim  1986 und 1992, ISBN 3-88679-148-3, ISBN 978-3-7272-7937-9.
- Die Begründung des Ausdruckstanzes durch Mary Wigman. Phil.-Diss., Köln 1986.
- mit Norbert Servos: Pina Bausch. Wuppertaler Tanztheater. Garske, Köln 1979, ISBN 3-922224-01-6.

als Herausgeberin
- Valeska Gert. Tanz Fotografien, Wienand Verlag, Köln 2013, ISBN 978-3-86832-194-4.